# 카피탄프라트현
카피탄프라트현(스페인어: Provincia de Capitán Prat)은 칠레 아이센델헤네랄카를로스이바녜스델캄포 주를 구성하는 4개의 현 가운데 하나로 현도는 코크라네이며 면적은 37,043.6km2, 인구는 4,003명(2012년 기준), 인구 밀도는 0.11명/km2이다.